# Colydium elongatum
Colydium elongatum är en skalbaggsart som först beskrevs av Fabricius 1787.  Colydium elongatum ingår i släktet Colydium, och familjen barkbaggar. Enligt den svenska rödlistan är arten starkt hotad i Sverige. Arten förekommer i Götaland och Gotland. Arten har tidigare förekommit i Svealand men är numera lokalt utdöd. Artens livsmiljö är skogslandskap.

## Bildgalleri

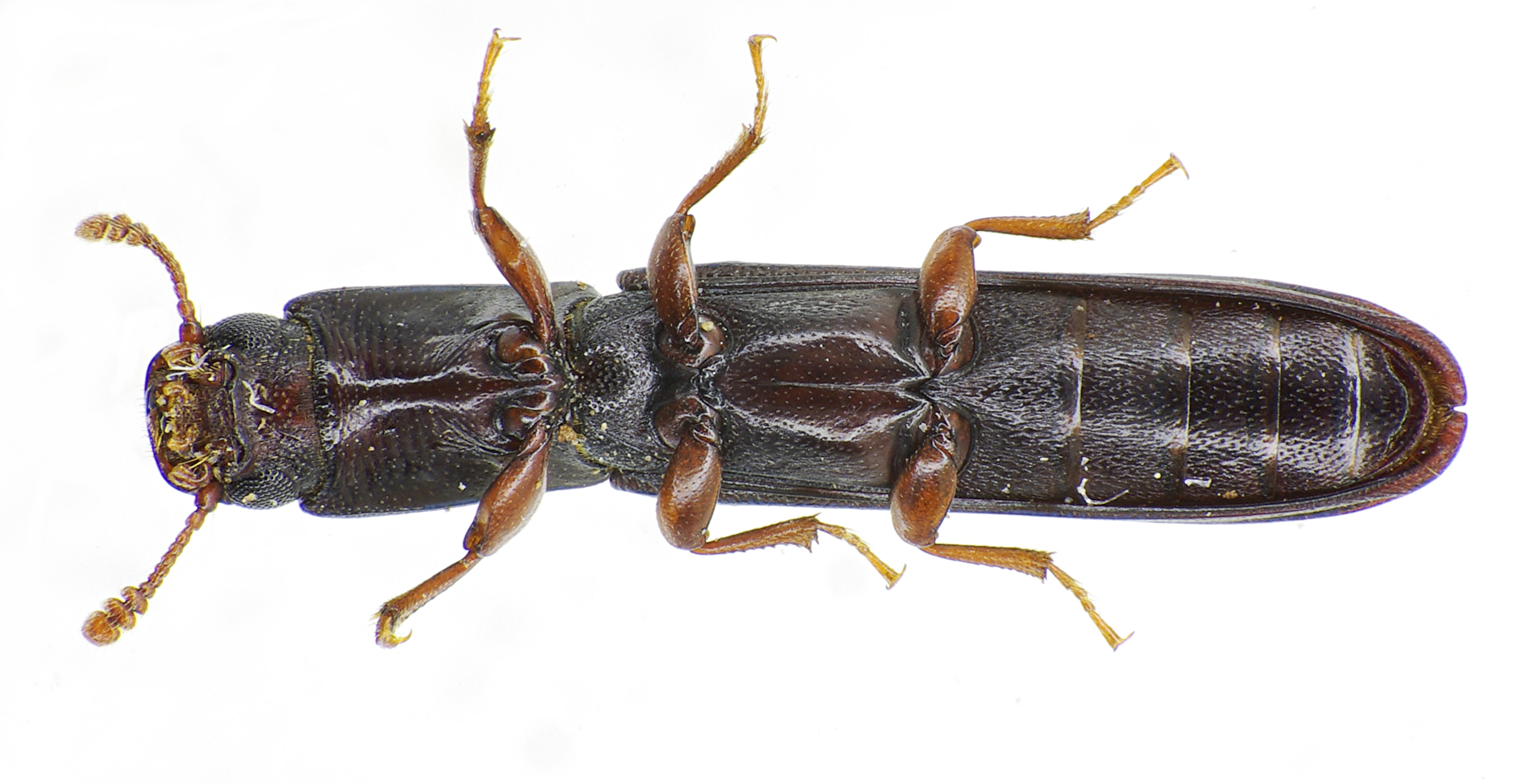
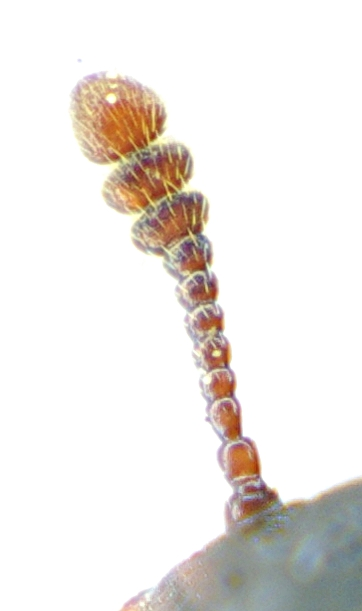
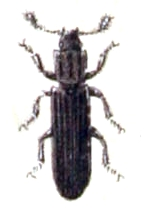
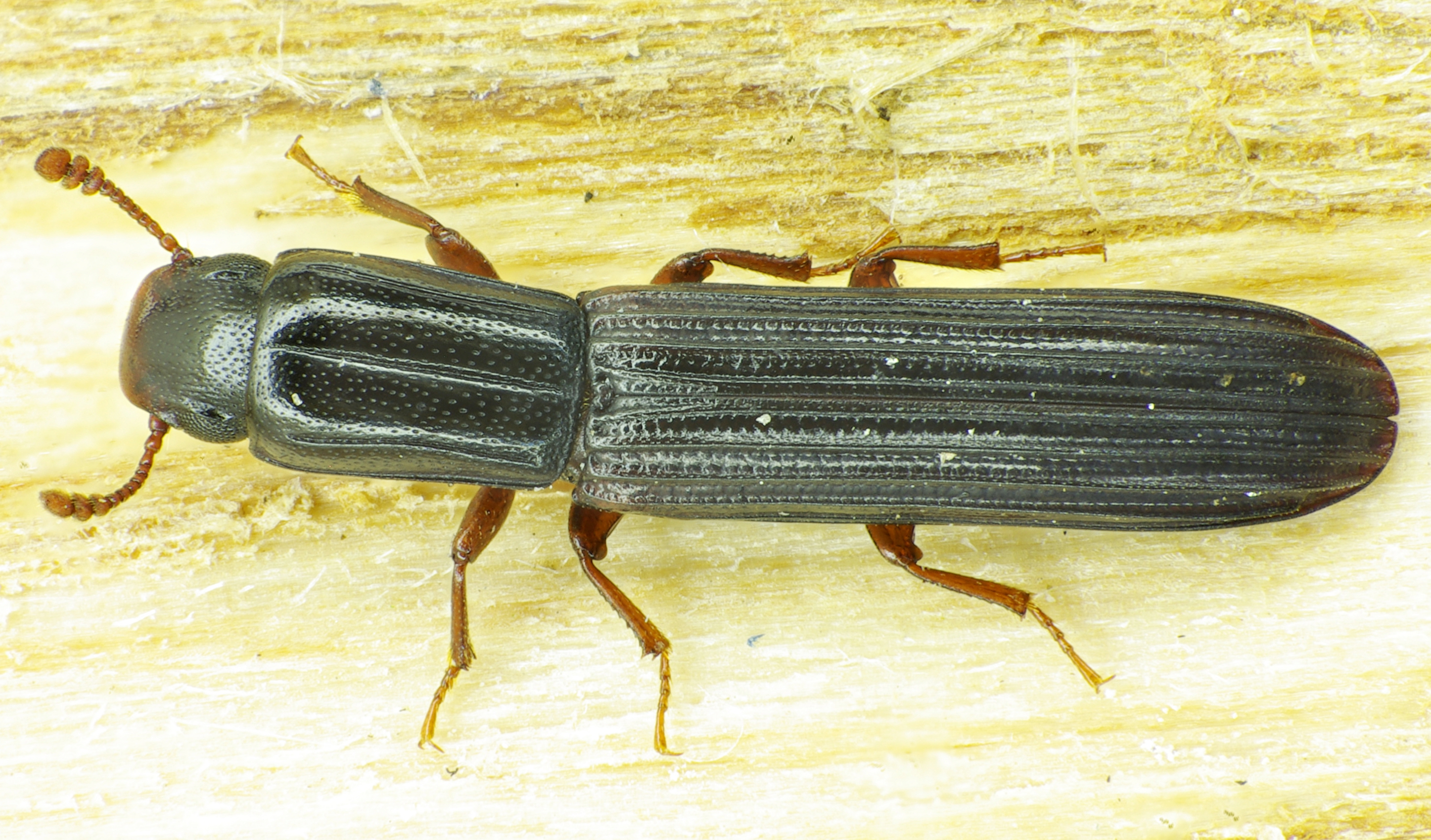
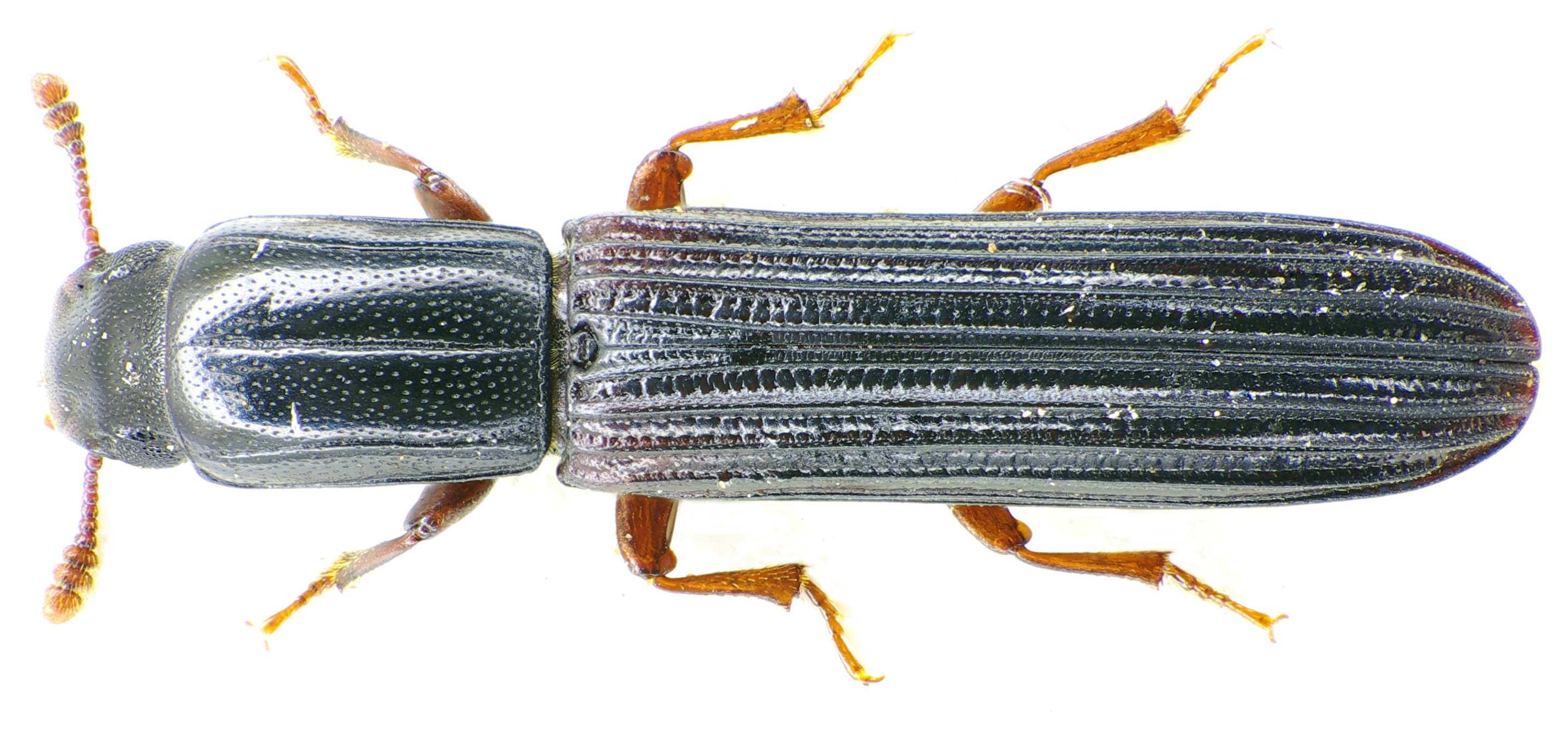
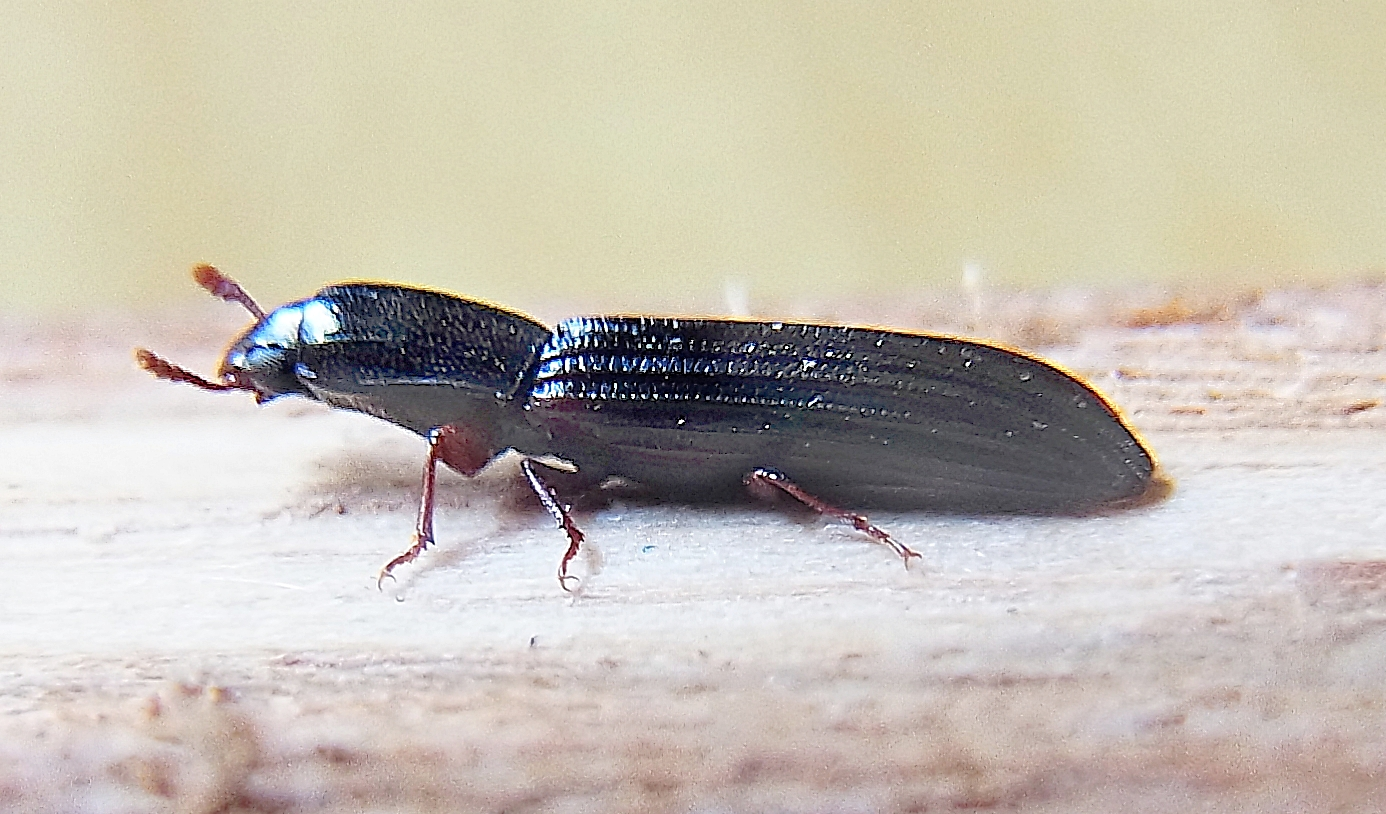